# 그리니치PE
그리니치PE 주식회사는 대한민국의 사모펀드이다.

## 역사
2021년, 프로젝트 펀드를 통해 제주도 건설폐기물 처리업체인 동양을 약 535억 원에 인수하였다.

## 투자

### 서울 시내버스 사업
2022년 칼리스타캐피탈 및 차파트너스와 함께 서울 시내버스 300여 대를 운영하는 선진운수를 약 1000억 원에 인수하였다.
 차파트너스가 요구하는 약 5000억 원의 매각가를 맞추기 위해 LP들과 접촉하고 지만 자금조달에 어려움을 겪고 있다

## 같이 보기
- 선진운수 (서울)
- 이지스자산운용